# Lista över ledamöter av Sveriges riksdag 1991–1994
Det här är en lista över ledamöter av Sveriges riksdag, mandatperioden 1991–1994.

## Invalda ledamöter
Not: Statsråd är markerade i fet stil och partiledare i kursiv stil.
| Ledamot | Ledamot                  | Parti                    | Valkrets                    |
| ------- | ------------------------ | ------------------------ | --------------------------- |
|         | Johnny Ahlqvist          | Socialdemokraterna       | Kristianstads län           |
|         | Stig Alemyr              | Socialdemokraterna       | Kalmar län                  |
|         | Christel Anderberg       | Moderata samlingspartiet | Kopparbergs län             |
|         | Arne Andersson           | Moderata samlingspartiet | Älvsborgs läns norra        |
|         | Axel Andersson           | Socialdemokraterna       | Gävleborgs län              |
|         | Birger Andersson         | Centerpartiet            | Västmanlands län            |
|         | Elving Andersson         | Centerpartiet            | Bohuslän                    |
|         | Georg Andersson          | Socialdemokraterna       | Västerbottens län           |
|         | Ingrid Andersson         | Socialdemokraterna       | Uppsala län                 |
|         | Jan Andersson            | Socialdemokraterna       | Fyrstadskretsen             |
|         | John Andersson           | Vänsterpartiet           | Västerbottens län           |
|         | Lars Andersson           | Ny demokrati             | Örebro län                  |
|         | Marianne Andersson       | Centerpartiet            | Älvsborgs läns norra        |
|         | Sten Andersson           | Socialdemokraterna       | Stockholms kommun           |
|         | Sten Andersson           | Moderata samlingspartiet | Fyrstadskretsen             |
|         | Widar Andersson          | Socialdemokraterna       | Gävleborgs län              |
|         | Berit Andnor             | Socialdemokraterna       | Jämtlands län               |
|         | Owe Andréasson           | Socialdemokraterna       | Hallands län                |
|         | Ylva Annerstedt          | Folkpartiet liberalerna  | Stockholms län              |
|         | Bo Arvidson              | Moderata samlingspartiet | Malmöhus län                |
|         | Stefan Attefall          | Kristdemokraterna        | Västerbottens län           |
|         | Kenneth Attefors         | Ny demokrati             | Kristianstads län           |
|         | Rune Backlund            | Centerpartiet            | Jönköpings län              |
|         | Jan Backman              | Moderata samlingspartiet | Fyrstadskretsen             |
|         | Erling Bager             | Folkpartiet liberalerna  | Göteborgs kommun            |
|         | Hugo Bergdahl            | Folkpartiet liberalerna  | Västmanlands län            |
|         | Leif Bergdahl            | Ny demokrati             | Bohuslän                    |
|         | Inga Berggren            | Moderata samlingspartiet | Malmöhus län                |
|         | Jan Bergqvist            | Socialdemokraterna       | Göteborgs kommun            |
|         | Harald Bergström         | Kristdemokraterna        | Kronobergs län              |
|         | Bo Bernhardsson          | Socialdemokraterna       | Fyrstadskretsen             |
|         | Stig Bertilsson          | Moderata samlingspartiet | Älvsborgs läns norra        |
|         | Carl Bildt               | Moderata samlingspartiet | Stockholms kommun           |
|         | Knut Billing             | Moderata samlingspartiet | Stockholms län              |
|         | Karl-Göran Biörsmark     | Folkpartiet liberalerna  | Östergötlands län           |
|         | Britta Bjelle            | Folkpartiet liberalerna  | Norrbottens län             |
|         | Anders Björck            | Moderata samlingspartiet | Jönköpings län              |
|         | Gunnar Björk             | Centerpartiet            | Gävleborgs län              |
|         | Ingvar Björk             | Socialdemokraterna       | Östergötlands län           |
|         | Ulf Björklund            | Kristdemokraterna        | Kopparbergs län             |
|         | Jan Björkman             | Socialdemokraterna       | Blekinge län                |
|         | Lars Björkman            | Moderata samlingspartiet | Älvsborgs läns södra        |
|         | Maud Björnemalm          | Socialdemokraterna       | Örebro län                  |
|         | Britt Bohlin Olsson      | Socialdemokraterna       | Älvsborgs läns norra        |
|         | Görel Bohlin             | Moderata samlingspartiet | Stockholms län              |
|         | Sinikka Bohlin           | Socialdemokraterna       | Gävleborgs län              |
|         | Gunhild Bolander         | Centerpartiet            | Gotlands län                |
|         | Sigrid Bolkéus           | Socialdemokraterna       | Gävleborgs län              |
|         | Lena Boström             | Socialdemokraterna       | Västerbottens län           |
|         | John Bouvin              | Ny demokrati             | Stockholms län              |
|         | Charlotte Branting       | Folkpartiet liberalerna  | Kronobergs län              |
|         | Johan Brohult            | Ny demokrati             | Göteborgs kommun            |
|         | Lennart Brunander        | Centerpartiet            | Älvsborgs läns södra        |
|         | Lars Bäckström           | Vänsterpartiet           | Bohuslän                    |
|         | Maja Bäckström           | Socialdemokraterna       | Kristianstads län           |
|         | Lisbet Calner            | Socialdemokraterna       | Bohuslän                    |
|         | Leif Carlson             | Moderata samlingspartiet | Kalmar län                  |
|         | Birgitta Carlsson        | Centerpartiet            | Skaraborgs län              |
|         | Inge Carlsson            | Socialdemokraterna       | Östergötlands län           |
|         | Ingvar Carlsson          | Socialdemokraterna       | Stockholms län              |
|         | Kent Carlsson            | Socialdemokraterna       | Stockholms kommun           |
|         | Roine Carlsson           | Socialdemokraterna       | Värmlands län               |
|         | Marianne Carlström       | Socialdemokraterna       | Göteborgs kommun            |
|         | Åke Carnerö              | Kristdemokraterna        | Bohuslän                    |
|         | Charlotte Cederschiöld   | Moderata samlingspartiet | Stockholms kommun           |
|         | Rolf Clarkson            | Moderata samlingspartiet | Fyrstadskretsen             |
|         | Harriet Colliander       | Ny demokrati             | Stockholms län              |
|         | Birgitta Dahl            | Socialdemokraterna       | Uppsala län                 |
|         | Rolf Dahlberg            | Moderata samlingspartiet | Gävleborgs län              |
|         | Lennart Daléus           | Centerpartiet            | Stockholms län              |
|         | Bengt Dalström           | Ny demokrati             | Hallands län                |
|         | Bertil Danielsson        | Moderata samlingspartiet | Kalmar län                  |
|         | Hans Dau                 | Moderata samlingspartiet | Västerbottens län           |
|         | Inger Davidson           | Kristdemokraterna        | Stockholms län              |
|         | Margitta Edgren          | Folkpartiet liberalerna  | Fyrstadskretsen             |
|         | Alf Egnerfors            | Socialdemokraterna       | Södermanlands län           |
|         | Jerzy Einhorn            | Kristdemokraterna        | Stockholms kommun           |
|         | Christer Eirefelt        | Folkpartiet liberalerna  | Hallands län                |
|         | Berndt Ekholm            | Socialdemokraterna       | Älvsborgs läns södra        |
|         | Kjell Eldensjö           | Kristdemokraterna        | Älvsborgs läns södra        |
|         | Stina Eliasson           | Centerpartiet            | Jämtlands län               |
|         | Ingegerd Elm             | Socialdemokraterna       | Jönköpings län              |
|         | Odd Engström             | Socialdemokraterna       | Kopparbergs län             |
|         | Sture Ericson            | Socialdemokraterna       | Örebro län                  |
|         | Dan Ericsson             | Kristdemokraterna        | Östergötlands län           |
|         | Kjell Ericsson           | Centerpartiet            | Värmlands län               |
|         | Berith Eriksson          | Vänsterpartiet           | Uppsala län                 |
|         | Dan Eriksson             | Ny demokrati             | Stockholms kommun           |
|         | Ingvar Eriksson          | Moderata samlingspartiet | Kristianstads län           |
|         | Per-Ola Eriksson         | Centerpartiet            | Norrbottens län             |
|         | Ulf Eriksson             | Ny demokrati             | Gävleborgs län              |
|         | Gustaf von Essen         | Moderata samlingspartiet | Uppsala län                 |
|         | Rune Evensson            | Socialdemokraterna       | Älvsborgs läns norra        |
|         | Barbro Palmerlund        | Socialdemokraterna       | Stockholms kommun           |
|         | Lahja Exner              | Socialdemokraterna       | Älvsborgs läns södra        |
|         | Karin Falkmer            | Moderata samlingspartiet | Västmanlands län            |
|         | Bo Finnkvist             | Socialdemokraterna       | Värmlands län               |
|         | Bertil Fiskesjö          | Centerpartiet            | Malmöhus län                |
|         | Elisabeth Fleetwood      | Moderata samlingspartiet | Stockholms kommun           |
|         | Bo Forslund              | Socialdemokraterna       | Västernorrlands län         |
|         | Hans Göran Franck        | Socialdemokraterna       | Stockholms län              |
|         | Bo Frank                 | Moderata samlingspartiet | Kronobergs län              |
|         | Jan Fransson             | Socialdemokraterna       | Skaraborgs län              |
|         | Ivar Franzén             | Centerpartiet            | Hallands län                |
|         | Rose-Marie Frebran       | Kristdemokraterna        | Örebro län                  |
|         | Lennart Fremling         | Folkpartiet liberalerna  | Kopparbergs län             |
|         | Lennart Fridén           | Moderata samlingspartiet | Göteborgs kommun            |
|         | Filip Fridolfsson        | Moderata samlingspartiet | Stockholms kommun           |
|         | Birgit Friggebo          | Folkpartiet liberalerna  | Stockholms kommun           |
|         | Viola Furubjelke         | Socialdemokraterna       | Östergötlands län           |
|         | Reynoldh Furustrand      | Socialdemokraterna       | Södermanlands län           |
|         | Margareta Gard           | Moderata samlingspartiet | Kopparbergs län             |
|         | Margit Gennser           | Moderata samlingspartiet | Fyrstadskretsen             |
|         | Sigge Godin              | Folkpartiet liberalerna  | Västernorrlands län         |
|         | Anita Gradin             | Socialdemokraterna       | Stockholms kommun           |
|         | Carl Fredrik Graf        | Moderata samlingspartiet | Hallands län                |
|         | Pär Granstedt            | Centerpartiet            | Stockholms län              |
|         | Stig Grauers             | Moderata samlingspartiet | Bohuslän                    |
|         | Nic Grönvall             | Moderata samlingspartiet | Hallands län                |
|         | Hans Gustafsson          | Socialdemokraterna       | Blekinge län                |
|         | Holger Gustafsson        | Kristdemokraterna        | Skaraborgs län              |
|         | Nils-Olof Gustafsson     | Socialdemokraterna       | Jämtlands län               |
|         | Stina Gustavsson         | Centerpartiet            | Kronobergs län              |
|         | Åke Gustavsson           | Socialdemokraterna       | Jönköpings län              |
|         | Lars-Ove Hagberg         | Vänsterpartiet           | Kopparbergs län             |
|         | Ann-Cathrine Haglund     | Moderata samlingspartiet | Örebro län                  |
|         | Karl Hagström            | Socialdemokraterna       | Gävleborgs län              |
|         | Birger Hagård            | Moderata samlingspartiet | Östergötlands län           |
|         | Isa Halvarsson           | Folkpartiet liberalerna  | Värmlands län               |
|         | Birgitta Hambraeus       | Centerpartiet            | Kopparbergs län             |
|         | Agne Hansson             | Centerpartiet            | Kalmar län                  |
|         | Bengt Harding Olson      | Folkpartiet liberalerna  | Kristianstads län           |
|         | Lars Hedfors             | Socialdemokraterna       | Kronobergs län              |
|         | Ewa Hedkvist Petersen    | Socialdemokraterna       | Norrbottens län             |
|         | Hugo Hegeland            | Moderata samlingspartiet | Göteborgs kommun            |
|         | Chris Heister            | Moderata samlingspartiet | Stockholms län              |
|         | Mats Hellström           | Socialdemokraterna       | Stockholms kommun           |
|         | Ingrid Hemmingsson       | Moderata samlingspartiet | Jämtlands län               |
|         | Birgit Henriksson        | Moderata samlingspartiet | Västmanlands län            |
|         | Inger Hestvik            | Socialdemokraterna       | Kopparbergs län             |
|         | Tom Heyman               | Moderata samlingspartiet | Göteborgs kommun            |
|         | Lena Hjelm-Wallén        | Socialdemokraterna       | Västmanlands län            |
|         | Bo Holmberg              | Socialdemokraterna       | Västernorrlands län         |
|         | Håkan Holmberg           | Folkpartiet liberalerna  | Uppsala län                 |
|         | Bengt Hurtig             | Vänsterpartiet           | Norrbottens län             |
|         | Per Olof Håkansson       | Socialdemokraterna       | Malmöhus län                |
|         | Doris Håvik              | Socialdemokraterna       | Göteborgs kommun            |
|         | Göran Hägglund           | Kristdemokraterna        | Jönköpings län              |
|         | Anders G. Högmark        | Moderata samlingspartiet | Kronobergs län              |
|         | Gunnar Hökmark           | Moderata samlingspartiet | Stockholms län              |
|         | Börje Hörnlund           | Centerpartiet            | Västerbottens län           |
|         | Margareta Israelsson     | Socialdemokraterna       | Västmanlands län            |
|         | Laila Jansson            | Ny demokrati             | Älvsborgs läns norra        |
|         | Bo G. Jenevall           | Ny demokrati             | Stockholms kommun           |
|         | Jan Jennehag             | Vänsterpartiet           | Västernorrlands län         |
|         | Anita Johansson          | Socialdemokraterna       | Stockholms län              |
|         | Birgitta Johansson       | Socialdemokraterna       | Skaraborgs län              |
|         | Eva Johansson            | Socialdemokraterna       | Stockholms län              |
|         | Inga-Britt Johansson     | Socialdemokraterna       | Göteborgs kommun            |
|         | Kjell Johansson          | Folkpartiet liberalerna  | Södermanlands län           |
|         | Kurt Ove Johansson       | Socialdemokraterna       | Fyrstadskretsen             |
|         | Larz Johansson           | Centerpartiet            | Södermanlands län           |
|         | Olof Johansson           | Centerpartiet            | Stockholms kommun           |
|         | Ingvar Johnsson          | Socialdemokraterna       | Älvsborgs läns norra        |
|         | Elver Jonsson            | Folkpartiet liberalerna  | Älvsborgs läns norra        |
|         | Göte Jonsson             | Moderata samlingspartiet | Jönköpings län              |
|         | Robert Jousma            | Ny demokrati             | Uppsala län                 |
|         | Henrik S. Järrel         | Moderata samlingspartiet | Stockholms kommun           |
|         | Anita Jönsson            | Socialdemokraterna       | Malmöhus län                |
|         | Marianne Jönsson         | Centerpartiet            | Kalmar län                  |
|         | Björn Kaaling            | Socialdemokraterna       | Uppsala län                 |
|         | Bert Karlsson            | Ny demokrati             | Östergötlands län           |
|         | Hans Karlsson            | Socialdemokraterna       | Örebro län                  |
|         | Rinaldo Karlsson         | Socialdemokraterna       | Västerbottens län           |
|         | Sonia Karlsson           | Socialdemokraterna       | Östergötlands län           |
|         | Stefan Kihlberg          | Ny demokrati             | Kopparbergs län             |
|         | Bengt Kindbom            | Centerpartiet            | Skaraborgs län              |
|         | Arne Kjörnsberg          | Socialdemokraterna       | Älvsborgs läns södra        |
|         | Lena Klevenås            | Socialdemokraterna       | Älvsborgs läns norra        |
|         | Peter Kling              | Ny demokrati             | Fyrstadskretsen             |
|         | Maj-Inger Klingvall      | Socialdemokraterna       | Östergötlands län           |
|         | Göthe Knutson            | Moderata samlingspartiet | Värmlands län               |
|         | Inger Koch               | Moderata samlingspartiet | Stockholms län              |
|         | Wiggo Komstedt           | Moderata samlingspartiet | Kristianstads län           |
|         | Bengt Kronblad           | Socialdemokraterna       | Kalmar län                  |
|         | Bo Könberg               | Folkpartiet liberalerna  | Stockholms kommuns valkrets |
|         | Henrik Landerholm        | Moderata samlingspartiet | Södermanlands län           |
|         | Kenneth Lantz            | Kristdemokraterna        | Fyrstadskretsen             |
|         | Allan Larsson            | Socialdemokraterna       | Jönköpings län              |
|         | Kaj Larsson              | Socialdemokraterna       | Kristianstads län           |
|         | Roland Larsson           | Centerpartiet            | Östergötlands län           |
|         | Torgny Larsson           | Socialdemokraterna       | Göteborgs kommun            |
|         | Roland Lében             | Kristdemokraterna        | Värmlands län               |
|         | Lars Leijonborg          | Folkpartiet liberalerna  | Stockholms län              |
|         | Sören Lekberg            | Socialdemokraterna       | Stockholms län              |
|         | Göran Lennmarker         | Moderata samlingspartiet | Stockholms län              |
|         | Mats Lindberg            | Socialdemokraterna       | Västerbottens län           |
|         | Gullan Lindblad          | Moderata samlingspartiet | Värmlands län               |
|         | Hans Lindblad            | Folkpartiet liberalerna  | Gävleborgs län              |
|         | Christer Lindblom        | Folkpartiet liberalerna  | Kalmar län                  |
|         | Oskar Lindkvist          | Socialdemokraterna       | Stockholms kommun           |
|         | Olle Lindström           | Moderata samlingspartiet | Norrbottens län             |
|         | Carin Lundberg           | Socialdemokraterna       | Västerbottens län           |
|         | Inger Lundberg           | Socialdemokraterna       | Örebro län                  |
|         | Sven Lundberg            | Socialdemokraterna       | Västernorrlands län         |
|         | Bo Lundgren              | Moderata samlingspartiet | Kristianstads län           |
|         | Pehr Löfgreen            | Moderata samlingspartiet | Östergötlands län           |
|         | Berit Löfstedt           | Socialdemokraterna       | Östergötlands län           |
|         | Ulf Lönnqvist            | Socialdemokraterna       | Stockholms län              |
|         | Johan Lönnroth           | Vänsterpartiet           | Göteborgs kommun            |
|         | Lars-Erik Lövdén         | Socialdemokraterna       | Fyrstadskretsen             |
|         | Maj-Lis Lööw             | Socialdemokraterna       | Södermanlands län           |
|         | Göran Magnusson          | Socialdemokraterna       | Västmanlands län            |
|         | Leif Marklund            | Socialdemokraterna       | Norrbottens län             |
|         | Jerry Martinger          | Moderata samlingspartiet | Stockholms län              |
|         | Ulrica Messing           | Socialdemokraterna       | Gävleborgs län              |
|         | Anita Modin              | Socialdemokraterna       | Stockholms kommun           |
|         | Per-Richard Molén        | Moderata samlingspartiet | Västernorrlands län         |
|         | Max Montalvo             | Ny demokrati             | Västmanlands län            |
|         | Lars Moquist             | Ny demokrati             | Skaraborgs län              |
|         | Bertil Måbrink           | Vänsterpartiet           | Gävleborgs län              |
|         | Ingela Mårtensson        | Folkpartiet liberalerna  | Göteborgs kommun            |
|         | Rolf L. Nilson           | Vänsterpartiet           | Fyrstadskretsen             |
|         | Anders Nilsson           | Socialdemokraterna       | Skaraborgs län              |
|         | Bo Nilsson               | Socialdemokraterna       | Fyrstadskretsen             |
|         | Börje Nilsson            | Socialdemokraterna       | Kristianstads län           |
|         | Carl G. Nilsson          | Moderata samlingspartiet | Östergötlands län           |
|         | Gunnar Nilsson           | Socialdemokraterna       | Malmöhus län                |
|         | Kjell Nilsson            | Socialdemokraterna       | Kronobergs län              |
|         | Lennart Nilsson          | Socialdemokraterna       | Bohuslän                    |
|         | Gudrun Norberg           | Folkpartiet liberalerna  | Örebro län                  |
|         | Nils Nordh               | Socialdemokraterna       | Jönköpings län              |
|         | Patrik Norinder          | Moderata samlingspartiet | Gävleborgs län              |
|         | Hans Nyhage              | Moderata samlingspartiet | Älvsborgs läns södra        |
|         | Ingrid Näslund           | Kristdemokraterna        | Göteborgs kommun            |
|         | Mats Odell               | Kristdemokraterna        | Stockholms län              |
|         | Mikael Odenberg          | Moderata samlingspartiet | Stockholms kommun           |
|         | Karl Erik Olsson         | Centerpartiet            | Kristianstads län           |
|         | Kent Olsson              | Moderata samlingspartiet | Bohuslän                    |
|         | Ulla Orring              | Folkpartiet liberalerna  | Västerbottens län           |
|         | Berit Oscarsson          | Socialdemokraterna       | Västmanlands län            |
|         | Sverre Palm              | Socialdemokraterna       | Bohuslän                    |
|         | Anita Persson            | Socialdemokraterna       | Södermanlands län           |
|         | Bertil Persson           | Moderata samlingspartiet | Fyrstadskretsen             |
|         | Carl Olov Persson        | Kristdemokraterna        | Västmanlands län            |
|         | Elisabeth Persson        | Vänsterpartiet           | Östergötlands län           |
|         | Göran Persson            | Socialdemokraterna       | Södermanlands län           |
|         | Karl-Erik Persson        | Vänsterpartiet           | Örebro län                  |
|         | Leo Persson              | Socialdemokraterna       | Kopparbergs län             |
|         | Magnus Persson           | Socialdemokraterna       | Värmlands län               |
|         | My Persson               | Moderata samlingspartiet | Göteborgs kommun            |
|         | Siw Persson              | Folkpartiet liberalerna  | Malmöhus län                |
|         | Thage G. Peterson        | Socialdemokraterna       | Stockholms län              |
|         | Sven-Olof Petersson      | Centerpartiet            | Blekinge län                |
|         | Ulla Pettersson          | Socialdemokraterna       | Gotlands län                |
|         | Bruno Poromaa            | Socialdemokraterna       | Norrbottens län             |
|         | Chatrine Pålsson Ahlgren | Kristdemokraterna        | Kalmar län                  |
|         | Fredrik Reinfeldt        | Moderata samlingspartiet | Stockholms län              |
|         | Sonja Rembo              | Moderata samlingspartiet | Göteborgs kommun            |
|         | Inger René               | Moderata samlingspartiet | Bohuslän                    |
|         | Anne Rhenman             | Ny demokrati             | Södermanlands län           |
|         | Stig Rindborg            | Moderata samlingspartiet | Stockholms län              |
|         | Fanny Rizell             | Kristdemokraterna        | Älvsborgs läns norra        |
|         | Bengt Rosén              | Folkpartiet liberalerna  | Skaraborgs län              |
|         | Birger Rosqvist          | Socialdemokraterna       | Kalmar län                  |
|         | Liisa Rulander           | Kristdemokraterna        | Södermanlands län           |
|         | Rune Rydén               | Moderata samlingspartiet | Fyrstadskretsen             |
|         | Bengt-Ola Ryttar         | Socialdemokraterna       | Kopparbergs län             |
|         | Catarina Rönnung         | Socialdemokraterna       | Jönköpings län              |
|         | Mona Sahlin              | Socialdemokraterna       | Stockholms län              |
|         | Ingegerd Sahlström       | Socialdemokraterna       | Hallands län                |
|         | Mona Saint Cyr           | Moderata samlingspartiet | Östergötlands län           |
|         | Björn Samuelson          | Vänsterpartiet           | Värmlands län               |
|         | Jan Sandberg             | Moderata samlingspartiet | Stockholms län              |
|         | Yvonne Sandberg-Fries    | Socialdemokraterna       | Blekinge län                |
|         | Olle Schmidt             | Folkpartiet liberalerna  | Fyrstadskretsen             |
|         | Pierre Schori            | Socialdemokraterna       | Stockholms län              |
|         | Gudrun Schyman           | Vänsterpartiet           | Stockholms län              |
|         | Åke Selberg              | Socialdemokraterna       | Norrbottens län             |
|         | Sven-Gösta Signell       | Socialdemokraterna       | Skaraborgs län              |
|         | Bengt Silfverstrand      | Socialdemokraterna       | Malmöhus län                |
|         | Karl Gustaf Sjödin       | Ny demokrati             | Västernorrlands län         |
|         | Christer Skoog           | Socialdemokraterna       | Blekinge län                |
|         | Tuve Skånberg            | Kristdemokraterna        | Kristianstads län           |
|         | Kenth Skårvik            | Folkpartiet liberalerna  | Bohuslän                    |
|         | Harry Staaf              | Kristdemokraterna        | Hallands län                |
|         | Lisbeth Staaf-Igelström  | Socialdemokraterna       | Värmlands län               |
|         | Hans Stenberg            | Socialdemokraterna       | Västernorrlands län         |
|         | Per Stenmarck            | Moderata samlingspartiet | Malmöhus län                |
|         | Lars Stjernkvist         | Socialdemokraterna       | Östergötlands län           |
|         | Håkan Strömberg          | Socialdemokraterna       | Örebro län                  |
|         | Roland Sundgren          | Socialdemokraterna       | Västmanlands län            |
|         | Britta Sundin            | Socialdemokraterna       | Västernorrlands län         |
|         | Lars Sundin              | Folkpartiet liberalerna  | Älvsborgs läns södra        |
|         | Sten-Ove Sundström       | Socialdemokraterna       | Norrbottens län             |
|         | Karl-Erik Svartberg      | Socialdemokraterna       | Bohuslän                    |
|         | Lars Svensk              | Kristdemokraterna        | Uppsala län                 |
|         | Karl-Gösta Svenson       | Moderata samlingspartiet | Blekinge län                |
|         | Alf Svensson             | Kristdemokraterna        | Jönköpings län              |
|         | Kristina Svensson        | Socialdemokraterna       | Värmlands län               |
|         | Nils T. Svensson         | Socialdemokraterna       | Fyrstadskretsen             |
|         | Sten Svensson            | Moderata samlingspartiet | Skaraborgs län              |
|         | Anders Svärd             | Centerpartiet            | Örebro län                  |
|         | Sten Söderberg           | Ny demokrati             | Kronobergs län              |
|         | Elvy Söderström          | Socialdemokraterna       | Västernorrlands län         |
|         | Birthe Sörestedt         | Socialdemokraterna       | Fyrstadskretsen             |
|         | Daniel Tarschys          | Folkpartiet liberalerna  | Stockholms län              |
|         | Ingela Thalén            | Socialdemokraterna       | Stockholms län              |
|         | Maj Britt Theorin        | Socialdemokraterna       | Stockholms kommun           |
|         | Gunnar Thollander        | Socialdemokraterna       | Uppsala län                 |
|         | Rune Thorén              | Centerpartiet            | Göteborgs kommun            |
|         | Görel Thurdin            | Centerpartiet            | Västernorrlands län         |
|         | Lars Tobisson            | Moderata samlingspartiet | Stockholms län              |
|         | Ingegerd Troedsson       | Moderata samlingspartiet | Uppsala län                 |
|         | Margaretha af Ugglas     | Moderata samlingspartiet | Stockholms kommun           |
|         | Richard Ulfvengren       | Ny demokrati             | Jönköpings län              |
|         | Ines Uusmann             | Socialdemokraterna       | Stockholms län              |
|         | Ian Wachtmeister         | Ny demokrati             | Stockholms län              |
|         | Knut Wachtmeister        | Moderata samlingspartiet | Malmöhus län                |
|         | Karin Wegestål           | Socialdemokraterna       | Malmöhus län                |
|         | Alf Wennerfors           | Moderata samlingspartiet | Stockholms län              |
|         | Alwa Wennerlund          | Kristdemokraterna        | Malmöhus län                |
|         | Lars Werner              | Vänsterpartiet           | Stockholms kommun           |
|         | Bengt Westerberg         | Folkpartiet liberalerna  | Stockholms län              |
|         | Per Westerberg           | Moderata samlingspartiet | Södermanlands län           |
|         | Barbro Westerholm        | Folkpartiet liberalerna  | Stockholms kommun           |
|         | Iréne Vestlund           | Socialdemokraterna       | Kopparbergs län             |
|         | Anne Wibble              | Folkpartiet liberalerna  | Stockholms län              |
|         | Monica Widnemark         | Socialdemokraterna       | Kronobergs län              |
|         | Jon Peter Wieselgren     | Ny demokrati             | Värmlands län               |
|         | Pontus Wiklund           | Kristdemokraterna        | Gävleborgs län              |
|         | Jan-Erik Wikström        | Folkpartiet liberalerna  | Stockholms kommun           |
|         | Carl-Johan Wilson        | Folkpartiet liberalerna  | Jönköpings län              |
|         | Margareta Winberg        | Socialdemokraterna       | Jämtlands län               |
|         | Christer Windén          | Ny demokrati             | Kalmar län                  |
|         | Ivar Virgin              | Moderata samlingspartiet | Skaraborgs län              |
|         | Birgitta Wistrand        | Moderata samlingspartiet | Stockholms kommun           |
|         | Bengt Wittbom            | Moderata samlingspartiet | Örebro län                  |
|         | Liselotte Wågö           | Moderata samlingspartiet | Hallands län                |
|         | Claus Zaar               | Ny demokrati             | Malmöhus län                |
|         | Eva Zetterberg           | Vänsterpartiet           | Stockholms kommun           |
|         | Ulla-Britt Åbark         | Socialdemokraterna       | Hallands län                |
|         | Jan Erik Ågren           | Kristdemokraterna        | Västernorrlands län         |
|         | Annika Åhnberg           | Vänsterpartiet           | Stockholms län              |
|         | Göran Åstrand            | Moderata samlingspartiet | Stockholms kommun           |
|         | Monica Öhman             | Socialdemokraterna       | Norrbottens län             |
|         | Lena Öhrsvik             | Socialdemokraterna       | Kalmar län                  |
|         | Rosa Östh                | Centerpartiet            | Uppsala län                 |
|         | Sten Östlund             | Socialdemokraterna       | Göteborgs kommun            |